# Логор Кератерм
Концентрациони логор "Кератерм" је био концентрациони логор у општини Приједор, успостављен од стране војних и полицијских снага Републике Српске током рата у БиХ. Кроз концентрациони логор до његовог затварања прошло је око 1.000–3.000 цивила бошњачке и хрватске националности.